# بلک‌ادر: سال‌های سلحشوری
بلک‌ادر: سال‌های سلحشوری (انگلیسی: Blackadder: The Cavalier Years) یک نسخهٔ تک و مجزای ۱۵ دقیقه‌ای از بلک‌ادر است که داستانش در جنگ‌های داخلی انگلستان رخ می‌دهد و در سال ۱۹۸۸ میلادی از بی‌بی‌سی وان پخش شد.
ماجرا از نوامبر ۱۹۴۸ میلادی شروع می‌شود. چارلز یکم انگلستان جنگ داخلی را باخته است و از تنها دو تن از یارانش به او وفادار مانده‌اند: «سِـر ادموند بلک‌ادر» و گماشته‌اش «بالدریک».